# Province d'York

Carte des diocèses d'Angleterre. La province de York est en rose.

La province d'York est l'une des deux provinces ecclésiastiques composant l'Église d'Angleterre, avec la province de Cantorbéry. À sa tête se trouve l’archevêque de York.
Elle se compose de douze diocèses qui couvrent le nord de l'Angleterre et l'île de Man.

## Diocèses de la province de York
- Diocèse de Blackburn (évêque de Blackburn)
- Diocèse de Carlisle (évêque de Carlisle)
- Diocèse de Chester (évêque de Chester)
- Diocèse de Durham (évêque de Durham)
- Diocèse de Liverpool (évêque de Liverpool)
- Diocèse de Manchester (évêque de Manchester)
- Diocèse de Newcastle (évêque de Newcastle)
- Diocèse de Sheffield (évêque de Sheffield)
- Diocèse de Sodor et Man (évêque de Sodor et Man)
- Diocèse de Southwell et Nottingham (évêque de Southwell et Nottingham)
- Diocèse de Leeds (évêque anglican de Leeds)
- Diocèse d'York (archevêque d'York)

Un évêque suffragant relève également de York : l'évêque de Beverley. Il exerce la fonction de visiteur épiscopal provincial, et est chargé à ce titre de l'accompagnement pastoral des paroisses qui refusent en conscience l'ordination des femmes comme prêtres.

## Anciens diocèses de la province de York
- Diocèse de Bradford (évêque de Bradford)
- Diocèse de Wakefield (évêque de Wakefield)
- Diocèse de Ripon et Leeds (évêque de Ripon et Leeds)